# Филдинг, Джанет
Джане́т Фи́лдинг (англ. Janet Fielding; род. 9 сентября 1953, Брисбен) — австралийская актриса телевидения. Наиболее известна зрителю исполнением роли Теган Джованки, спутницы Доктора Кто в одноимённом телесериале (1981—1984) (первая за 18 лет компаньонка Доктора — актриса-неангличанка).

## Биография
Джанет Клэр Мэхони родилась 9 сентября 1953 года в Брисбене (штат Квинсленд, Австралия). Её отец был доктором; двое братьев. Окончила Квинслендский университет. Девушка планировала стать журналистом-репортёром в корпорации ABC, но в последний момент передумала и улетела в Великобританию, где с 1980 года начала сниматься в телесериалах, взяв псевдоним Джанет Филдинг в честь бабушки-актрисы. Фактически её карьера продолжалась всего восемь лет. После актриса разово появлялась на телеэкранах в 1991, 2013 и 2018 годах. В 1990-х годах работала киноагентом; её клиентами были, в том числе, известные актёры Саймон Кэллоу, Рис Иванс, Хью Бонневилль, Билл Патерсон и Энн-Мари Дафф.
В конце 1990-х годов Филдинг стала основательницей британского филиала организации Women in Film and Television International и руководила им первые четыре года существования.
В 2006 и 2010 годах озвучила Теган Джованку в трёх аудиопостановках «Доктор Кто»: «Сбор», «Паутина» и «Колыбель змеи».
По данным 2008 года, Филдинг работала начальником финансового отдела крупной благотворительной организации.
В сентябре 2012 года стало известно, что Филдинг проходит курс лечения от рака.
По данным 2015 года, Филдинг уже на протяжении семи лет жила в городке Рамсгейт (Танет, Кент, Англия), где руководила проектом Motorhouse, призванным коренным образом изменить жизнь горожан к лучшему.

### Личная жизнь
В 1982 году Филдинг вышла замуж за британского журналиста, редактора и писателя Николаса Дэвиса. Через девять лет последовал развод, детей от этого брака не было. Немалую роль в разводе сыграло то, что Дэвис был обвинён в торговле оружием и сотрудничестве с Моссадом.

## Фильмография
- 1980 — Дом ужасов Хаммера / Hammer House of Horror — секретарша (в эпизоде Charlie Boy)
- 1981—1984 —Доктор Кто / Doctor Who — Теган Джованка[англ.], спутница Доктора Кто (в 65 эпизодах)
- 1982 — Шелли[англ.] / Shelley — Трейси (в эпизоде Slaughterhouse Sling)
- 1984 — Механик[англ.] / Minder — Джанайс (в эпизоде Windows[англ.])
- 1984 — Murphy's Mob — Кэролайн (в 2 эпизодах)
- 1985 — Джим всё исправит[англ.] / Jim'll Fix It — Теган Джованка (в эпизоде A Fix with Sontarans)
- 1986 — Hold the Back Page — Дебора Саймонс (в эпизоде Power Games)
- 1988 — Слепое правосудие / Blind Justice — доктор (в эпизоде A Death in the Family)
- 1991 — Парнелл и англичанка[англ.] / Parnell and the Englishwoman — привлекательная женщина (в эпизоде The Libel)
- 2018 — The Season 19 Safety Video with Tegan Jovanka — Теган Джованка
- 2022 — Сила Доктора / The Power Of The Doctor — Теган Джованка

В роли самой себя
- 1985 — Дети в нужде[англ.] / Children in Need (в выпуске Episode #1.6)
- 2013 — (Почти) Пять Докторов: Перезагрузка / The Five(ish) Doctors Reboot
- 2013 — Доктор Кто в прямом эфире: Следующий Доктор / Doctor Who Live: The Next Doctor